# Лебина
Лебина је насеље у Србији у општини Параћин у Поморавском округу. Према попису из 2022. било је 461 становника.
У селу се налази 4 записа (светог дрвећа) Запис Милетића орах (Лебина), Запис Петровића храст (Лебина) Запис Јовановића храст (Лебина) и Запис Петковића храст освешћен 2018. године.

## Спорт
У селу постоји фудбалски клуб
ФК Будућност Лебина, који је први пут основан 1948.
године,а након расформирања клуба током деведесетих година поново оживљен 2006. године.
Клуб се тренутно такмичи у Општинској лиги Параћин.
Некада су у селу поред Будућности постојала још два фудбалска клуба.
Борац и Дубрава.

## Демографија
У насељу Лебина живи 606 пунолетних становника, а просечна старост становништва износи 47,6 година (45,7 код мушкараца и 49,4 код жена). У насељу има 198 домаћинстава, а просечан број чланова по домаћинству је 3,51.
Ово насеље је великим делом насељено Србима (према попису из 2002. године), а у последња три пописа, примећен је пад у броју становника.
|  |

| Демографија | Демографија | Демографија |
| Година      | Становника  | Становника  |
| ----------- | ----------- | ----------- |
| 1948.       | 1.108       |             |
| 1953.       | 1.216       |             |
| 1961.       | 1.203       |             |
| 1971.       | 1.039       |             |
| 1981.       | 922         |             |
| 1991.       | 832         | 798         |
| 2002.       | 715         | 776         |

| Етнички састав према попису из 2002.‍ | Етнички састав према попису из 2002.‍ | Етнички састав према попису из 2002.‍ | Етнички састав према попису из 2002.‍ | Етнички састав према попису из 2002.‍ |
| ------------------------------------ | ------------------------------------ | ------------------------------------ | ------------------------------------ | ------------------------------------ |
|                                      |                                      |                                      |                                      |                                      |
| Срби                                 | Срби                                 |                                      | 711                                  | 99,44%                               |
| Македонци                            | Македонци                            |                                      | 2                                    | 0,27%                                |
| Руси                                 | Руси                                 |                                      | 1                                    | 0,13%                                |
| непознато                            | непознато                            |                                      | 1                                    | 0,13%                                |

| Година пописа     | 1948. | 1953. | 1961. | 1971. | 1981. | 1991. | 2002. |
| ----------------- | ----- | ----- | ----- | ----- | ----- | ----- | ----- |
| Број домаћинстава | 213   | 226   | 255   | 238   | 220   | 210   | 198   |

| Број чланова      | 1  | 2  | 3  | 4  | 5  | 6  | 7  | 8 | 9 | 10 и више | Просек |
| ----------------- | -- | -- | -- | -- | -- | -- | -- | - | - | --------- | ------ |
| Број домаћинстава | 34 | 38 | 31 | 24 | 28 | 29 | 11 | 2 | 1 | 0         | 3,61   |

| Пол    | Укупно | Неожењен/Неудата | Ожењен/Удата | Удовац/Удовица | Разведен/Разведена | Непознато |
| ------ | ------ | ---------------- | ------------ | -------------- | ------------------ | --------- |
| Мушки  | 308    | 65               | 206          | 26             | 10                 | 1         |
| Женски | 317    | 32               | 200          | 74             | 8                  | 3         |
| УКУПНО | 625    | 97               | 406          | 100            | 18                 | 4         |

| Пол    | Укупно                    | Пољопривреда, лов и шумарство | Рибарство                            | Вађење руде и камена | Прерађивачка индустрија       |
| ------ | ------------------------- | ----------------------------- | ------------------------------------ | -------------------- | ----------------------------- |
| Мушки  | 211                       | 113                           | 0                                    | 0                    | 42                            |
| Женски | 193                       | 153                           | 0                                    | 0                    | 16                            |
| УКУПНО | 404                       | 266                           | 0                                    | 0                    | 58                            |
| Пол    | Производња и снабдевање   | Грађевинарство                | Трговина                             | Хотели и ресторани   | Саобраћај, складиштење и везе |
| Мушки  | 2                         | 12                            | 31                                   | 2                    | 3                             |
| Женски | 1                         | 0                             | 11                                   | 1                    | 2                             |
| УКУПНО | 3                         | 12                            | 42                                   | 3                    | 5                             |
| Пол    | Финансијско посредовање   | Некретнине                    | Државна управа и одбрана             | Образовање           | Здравствени и социјални рад   |
| Мушки  | 0                         | 1                             | 3                                    | 0                    | 0                             |
| Женски | 0                         | 0                             | 1                                    | 1                    | 4                             |
| УКУПНО | 0                         | 1                             | 4                                    | 1                    | 4                             |
| Пол    | Остале услужне активности | Приватна домаћинства          | Екстериторијалне организације и тела | Непознато            | Непознато                     |
| Мушки  | 1                         | 0                             | 0                                    | 1                    | 1                             |
| Женски | 1                         | 0                             | 0                                    | 2                    | 2                             |
| УКУПНО | 2                         | 0                             | 0                                    | 3                    | 3                             |